# Matt Burton
Matt Burton (* 20. Januar 1988 in Perth) ist ein australischer Triathlet. Er wird geführt in der Bestenliste der Triathleten auf der Ironman-Distanz.

## Werdegang
Matt Burton begann 2009 als 20-Jähriger im Triathlon.
Er startete von 2009 bis 2012 als Amateur (Age Grouper) und er gewann in 2011 und 2012 seine Altersklasse beim Ironman Hawaii (Ironman World Championships). Seit 2012 startet er als Profi-Athlet.
Er startet vorwiegend bei Rennen über die Ironman- oder Langdistanz (3,86 km Schwimmen, 180,2 km Radfahren und 42,195 km Laufen) und gewann 2021 den Ironman Western Australia.
Matt Burton gewann im Juni 2024 den Ironman Cairns und stellte hier mit seiner Siegerzeit von 7:45:24 Stunden einen neuen Streckenrekord ein.
Sein Sieg war auch deshalb sehr bemerkenswert, weil er nur wenige Monate zuvor aufgrund einer schweren Knocheninfektion beinahe einen Fuß verloren hätte.

## Sportliche Erfolge
| Datum/Jahr    | Rang | Wettbewerb             | Austragungsort | Zeit | Bemerkung                                                    |
| ------------- | ---- | ---------------------- | -------------- | ---- | ------------------------------------------------------------ |
| 14. Feb. 2020 | 2    | Challenge Wanaka       | Wanaka         |      | auf der Mitteldistanz; hinter dem Neuseeländer Braden Currie |
| 4. Mai 2019   | 3    | Ironman 70.3 Busselton | Busselton      |      | hinter Craig Alexander                                       |
| 16. Feb. 2019 | 3    | Challenge Wanaka       | Wanaka         |      |                                                              |
| 19. Aug. 2018 | 3    | Ironman 70.3 Bintan    | Bintan         |      |                                                              |
| 28. Aug. 2016 | 2    | Ironman 70.3 Bintan    | Bintan         |      |                                                              |
| 2014          | 1    | Challenge Philippines  | Philippinen    |      |                                                              |

| Datum/Jahr    | Rang | Wettbewerb                | Austragungsort | Zeit     | Bemerkung                                            |
| ------------- | ---- | ------------------------- | -------------- | -------- | ---------------------------------------------------- |
| 27. Apr. 2025 | DNF  | Ironman Texas             | The Woodlands  | –        |                                                      |
| 30. März 2025 | DNF  | Ironman South Africa      | Port Elizabeth | –        |                                                      |
| 26. Okt. 2024 | DNF  | Ironman Hawaii            | Kailua-Kona    | –        | Ironman World Championships                          |
| 16. Juni 2024 | 1    | Ironman Cairns            | Cairns         | 07:45:24 | Streckenrekord                                       |
| 3. Dez. 2023  | 2    | Ironman Western Australia | Busselton      | 07:40:28 | persönliche Ironman-Bestzeit                         |
| 19. Juni 2023 | 7    | Ironman Cairns            | Cairns         | 08:33:12 |                                                      |
| 7. Mai 2023   | DNF  | Ironman Australia         | Port Macquarie | –        |                                                      |
| 4. März 2023  | 12   | Ironman New Zealand       | Taupō          | 10:01:43 |                                                      |
| 4. Dez. 2022  | 3    | Ironman Western Australia | Busselton      | 07:56:09 |                                                      |
| 8. Okt. 2022  | DNF  | Ironman Hawaii            | Kailua-Kona    | –        | Ironman World Championships                          |
| 13. Juni 2022 | 9    | Ironman Cairns            | Cairns         | 09:15:05 |                                                      |
| 5. Dez. 2021  | 1    | Ironman Western Australia | Busselton      | 08:01:23 |                                                      |
| 7. Juni 2021  | DNF  | Ironman Cairns            | Cairns         | –        |                                                      |
| 14. Feb. 2020 | 2    | Challenge Wanaka          | Wanaka         |          |                                                      |
| 1. Dez. 2019  | 2    | Ironman Western Australia | Busselton      | 07:55:40 |                                                      |
| 17. Aug. 2019 | DNF  | Ironman Kalmar            | Kalmar         | –        |                                                      |
| 9. Juni 2019  | 4    | Ironman Cairns            | Cairns         | 08:39:24 |                                                      |
| 16. Feb. 2019 | 3    | Challenge Wanaka          | Wanaka         |          |                                                      |
| 2. Dez. 2018  | 3    | Ironman Western Australia | Busselton      | 08:07:18 |                                                      |
| 30. Sep. 2017 | DNF  | Ironman Barcelona         | Barcelona      | –        |                                                      |
| 3. Juli 2017  | 7    | Ironman Austria           | Klagenfurt     | 08:39:08 |                                                      |
| 9. Juni 2014  | 4    | Ironman Cairns            | Cairns         | 08:35:19 |                                                      |
| 6. Dez. 2013  | 6    | Ironman Western Australia | Busselton      | 08:25:42 |                                                      |
| 9. Dez. 2012  |      | Ironman Western Australia | Busselton      | 09:06:02 | Sieger der Altersklasse                              |
| 13. Okt. 2012 | 299  | Ironman Hawaii            | Kailua-Kona    | 09:47:39 | Ironman World Championships; Sieger der Altersklasse |
| 8. Okt. 2011  | 299  | Ironman Hawaii            | Kailua-Kona    |          | Ironman World Championships; Sieger der Altersklasse |